# Charles Thomas Newton
Pour les articles homonymes, voir Newton.
Sir Charles Thomas Newton (baptisé le 15 septembre 1816 à Clungunford, Shropshire et décédé le 28 novembre 1894 à Westgate-on-Sea, Kent) est un archéologue britannique et conservateur au British Museum.

## Biographie

### Famille et études
Charles Thomas Newton est le second fils de Newton Dickinson Hand Newton (le nom « Newton » est ajouté au nom initial de « Hand » ; 1778–1853), pasteur de Clungunford (ensuite pasteur de Bredwardine puis recteur de Brobury, Herefordshire), et de son épouse Maria Julia Wyatt (1780–1866).
Il fait ses études à Shrewsbury puis à Christ Church, Oxford à partir de 1833. Là, il se lie d'amitié avec John Ruskin. Il obtient son BA en 1837 et son MA en 1840 et (malgré l'opposition familiale) entre au British Museum comme assistant au département des antiquités.

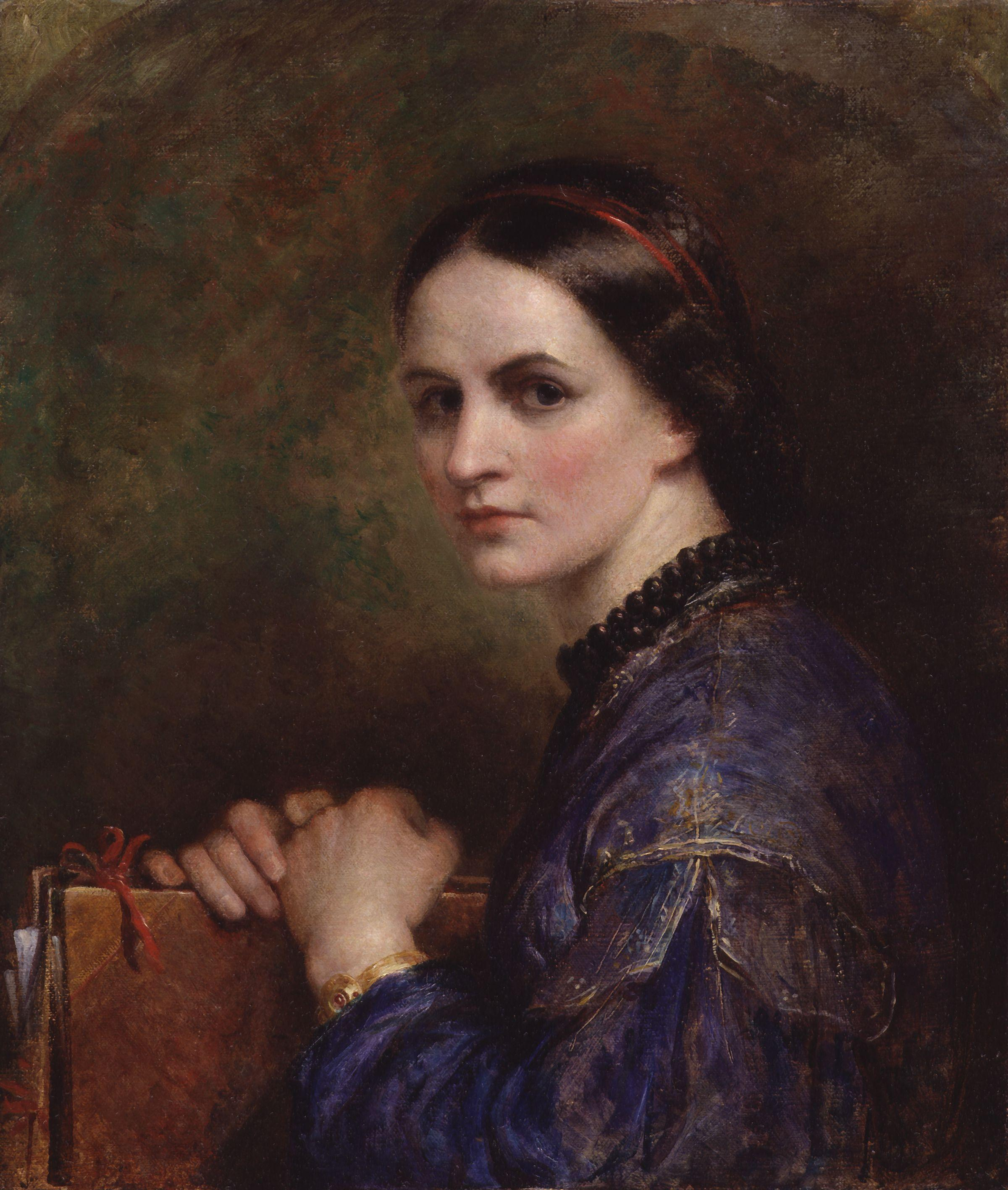
Ann Mary Newton, autoportrait

En 1858, il rencontre Ann Mary Severn (née en 1832), fille du peintre Joseph Severn, et peintre elle-même. Ils ne peuvent se marier immédiatement car ses revenus à elle servent à faire survivre sa famille car son père rencontre peu de succès. Les revenus de Newton sont insuffisants pour faire vivre son couple et les parents de sa femme. De plus, il est nommé consul à Rome. En janvier 1861, Hawkins, le conservateur des antiquités grecques et romaines du British Museum prend sa retraite. Newton lui succède et réussit à faire nommer Joseph Severn consul à sa place à Rome. Il peut alors épouser Ann Mary Severn en avril. Le couple n'a pas d'enfant. Ann Mary Newton meurt en 1866 de la rougeole.

### Archéologue
Sa position au British Museum à partir de 1840 lui permet d'acquérir des connaissances de première main sur les antiquités. Il adhère très tôt à l’Archaeological Society pour laquelle il écrit de nombreux articles. Il joue un rôle déterminant dans le développement de l'archéologie classique au Royaume-Uni. Son article de 1847 sur le Mausolée d'Halicarnasse est sur ce point un tournant. En parallèle, il poursuit sa formation en vue de devenir conservateur.
En 1852, il est envoyé en Grèce par le musée. Il est officiellement Vice-Consul à Mytilène, mais ses instructions lui demandent d'en profiter pour collecter des antiquités pour le British Museum. Le financement est conjoint : British Museum et gouvernement britannique qui met aussi à sa disposition des navires et l'aide de différents professionnels. Son séjour dure sept ans. Il travaille sur Lesbos, à Rhodes et sur le continent. En allant de Grande-Bretagne à Lesbos, il s'arrête en Grèce continentale et y identifie le site d'Amphiaraos. Il voyage beaucoup hors de Lesbos. En 1854, il est à Athènes, où il découvre l'excellent travail de l'École française et a l'idée de créer une institution similaire pour la Grande-Bretagne.
Sa première grande fouille est celle de l'hippodrome de Constantinople où il découvre la base de la célèbre colonne serpentine, base du trépied de Platées.
Il est déterminant dans la connaissance du Mausolée d'Halicarnasse (identification du site en premier lieu, puis fouilles sur place, enfin il rassemble au British Museum tout ce qu'il a découvert et tout ce qui en est connu et présent ailleurs : à Genève, Constantinople ou Rhodes). Il se voit allouer £2 000 par le British Museum pour les travaux. Le gouvernement lui prête un navire de guerre pendant six mois, un officier ingénieur et quatre sapeurs.
Il utilise la photographie pour faire le relevé du plan de la ville de Cnide en 1858-1859. Il récupère la céramique rhodienne découverte par Salzmann et Biliotti pour le British Museum en 1859. Il est nommé ensuite consul à Rome.
En 1861, il est nommé conservateur du Département des Antiquités grecques et romaines au British Museum. Il démissionne en 1888. En 1880, il devient Professor of Archaeology à l'University College de Londres.
Il est chevalier de l'Ordre de Bath. Il est membre de la Royal Society, correspondant de l'Institut, membre honoraire de la Direction centrale de l'Institut impérial allemand d'archéologie.

### Publications
Les publications concernant son voyage furent de deux types : scientifiques, purement archéologiques, mais aussi plus grand public et s'intéressant à la population locale, ses us et coutumes, et la situation politique et sociale des régions parcourues. Ainsi, ses travaux sur les inscriptions furent reconnus par l'ensemble de la communauté scientifique, utilisés par exemple par Théodore Reinach pour son ouvrage sur l'épigraphie.
- A History of Discoveries at Halicarnassus, Cnidus and Branchidae., Londres, 1862.
- Travels and Discoveries in the Levant., Londres, 1865.
- Essays on Art and Archaeology., Londres, 1880.